# Syntormon clavatum
Syntormon clavatum är en tvåvingeart som beskrevs av Van Duzee 1925. Syntormon clavatum ingår i släktet Syntormon och familjen styltflugor.
Artens utbredningsområde är Utah. Inga underarter finns listade i Catalogue of Life.